# الربيض (العدين)

تعديل مصدري - تعديل

الربيض محلة تابعة لقرية مقاند، التابعة لعزلة الوادي بمديرية العدين إحدى مديريات محافظة إب في الجمهورية اليمنية.، بلغ تعداد سكانها 23 حسب تعداد اليمن لعام 2004.